# Al-Lisan
Al-Lisan – największy półwysep na Morzu Martwym, oddzielający jego większą część północną od płytkiej południowej, wykorzystywanej głównie do pozyskiwania soli. W całości położony jest na terytorium Jordanii. Podobnie jak pobliskie Wzgórze Sodomskie zbudowany jest głównie ze wapiennych osadów z soli i gipsu, których wysokość osiąga nawet 180 metrów. Północny cypel półwyspu znany jest jako Przylądek Costigan (na cześć irlandzkiego podróżnika Christophera Costigana, który zmarł z głodu i ciepła pływając po jeziorze w 1835), natomiast południowy – jako Przylądek Molyneaux (na cześć brytyjskiego odkrywcy Thomasa Howarda Molyneaux, który zaginął w 1847 powracając z wyprawy nad Morze Martwe). Wąski przesmyk między częściami jeziora został nazwany Przesmykiem Lyncha na cześć amerykańskiego oficera Williama Francisa Lyncha, który badał te obszary w 1845 roku.